# Bacino dell'Ogaden
Il bacino dell'Ogaden è una vasta area dell'Ogaden, che fa parte della regione dei Somali in Etiopia, dove si trovano importanti riserve di petrolio e gas naturale.
Si tratta di un bacino sedimentario che copre un'area di 350.000 km² ed è formato da rocce sedimentarie con uno spessore che arriva fino a 10.000 m. La struttura geologica è simile a quella di altri bacini ricchi di idrocarburi del Medio Oriente.

## Esplorazione di idrocarburi

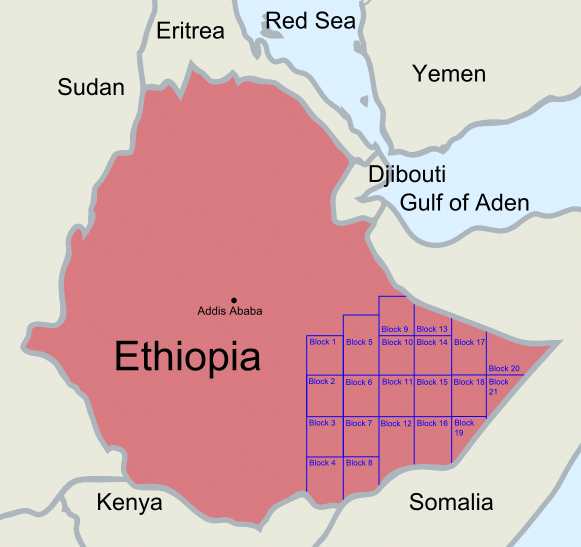
I blocchi esplorativi concessi nel bacino dell'Ogaden e nella costa di Kismayo.

La prima esplorazione per la ricerca di idrocarburi nel bacino dell'Ogaden fu condotta dalla Standard Oil nel 1920. Nel 1974, nuove esplorazioni intraprese dalla Tenneco portarono all'individuazione di un giacimento di 68 milioni di metri cubi di gas naturale. Nel dicembre 1999 sono state annunciate altri investigazioni sulle riserve nei giacimenti di gas di Calub e Hilala, portate avanti dal Gazoil Ethiopia Project, una joint-venture in partnership tra il Governo dell'Etiopia e la texana Sicor.
Per queste concessioni investigative, il bacino è stato suddiviso in 21 blocchi e i relativi diritti all'esplorazione sono già stati concessi per molti dei blocchi. Le aziende che hanno ottenuto concessioni sono Pexco Exploration (Paesi Bassi), Petronas (Malesia), Lundin East Africa (Svezia), SouthWest Energy Ltd. (Hong Kong) e Afar Explorer (USA).

## Instabilità politica e conflitti armati
La guerra dell'Ogaden tra Etiopia e Somalia per il controllo della regione si è combattuta tra il 1977 e il 1978, con un'ulteriore riacutizzazione nel 1988. In anni recenti il braccio armato del Fronte Nazionale di Liberazione dell'Ogaden (FNLO) è stato molto attivo e un gruppo di ribelli ha annunciato che non permetteranno che le risorse della regione vengano sfruttate, esortando le aziende petrolifere a non firmare accordi con il Governo etiopico.
Il 24 aprile 2007, membri del FNLO hanno attaccato e distrutto alcune strutture di esplorazione petrolifera nel bacino nei pressi di Obala e Abole, uccidendo circa 65 etiopi e 9 cinesi. 
La struttura era gestita dal Zhongyuan Petroleum Exploration Bureau, una sussidiaria della cinese Sinopec per conto della Petronas.